# La Amplia
 (3 janvier 2025).
La Amplia, ou Lista Amplia (en français : « Liste élargie »), est un mouvement uruguayen de gauche fondé en mai 2019.
Né autour de la figure de Carolina Cosse, le mouvement regroupe de nombreux militants du Front large indépendants, affiliés à aucun parti avant sa création. Il est également lancé afin de soutenir la candidature de Carolina Cosse à la mairie de Montevideo en 2020.
Le mouvement sert également à Carolina Cosse pour crée des coalitions avec plusieurs partis du Front large lors des primaires internes de 2019 et 2024, lorsque Cosse fut candidate à la présidence au sein de la coalition de gauche.

## Histoire

### Fondation
En mai 2019, lorsque Carolina Cosse décide d'être candidate à la primaire interne du Front large, afin de décider du candidat à la présidence de la République en 2019, le mouvement La Amplia est créé. Il regroupe des militants indépendants du Front large.
Lors des élections internes du Front large de juin 2019, Carolina Cosse obtient 25,43% des voix, deuxième derrière Daniel Martínez, proclamé candidat du Front large à la présidentielle. Après les élections, il y a eu des spéculations sur la personne qui accompagnerait Martínez à la vice-présidence, Cosse était l'une des principales options. Cependant, Martínez choisit l'ancienne maire de Montevideo Graciela Villar comme candidate à la vice-présidence.
Le 9 juillet 2019, lors d'une conférence de presse, elle annonce sa candidature au Sénat avec son mouvement La Amplia et critique le processus de sélection du candidat à la vice-présidence, alléguant qu'il ne contribuait pas à l'unité,. Lors des élections générales, Cosse crée une coalition avec le Parti communiste d'Uruguay et occupe la seconde place sur la liste au Sénat,. Elle est élue sénatrice, la seule élue de son mouvement.
Lors des élections internes du Front large de juin 2024, La Amplia est la cinquième liste la plus votée de la coalition, derrière notamment le MPP, les Seregnistas ou le PS, avec 19 548 voix contre seulement 7 977 voix en 2019.
Tandis que pour la primaire interne qui choisit le candidat à la présidence de la République, Carolina Cosse termine, comme en 2019, à la seconde place, derrière Yamandú Orsi, avec 157 127 (37,6%). Elle est choisie par Orsi comme candidate à la vice-présidence de la République.
Dans la perspective des élections générales de 2024 et notamment au Sénat, les militants du Front large indépendants, qui ont soutenu Cosse pendant la primaire, souhaitent que la candidate à la vice-présidence de la République lance sa propre liste de La Amplia au Sénat, comme l'ancien ministre Ernesto Murro.
Cette liste indépendante, avec aucun autre parti du Front large, est annoncée en septembre. Menée par Carolina Cosse, elle est accompagnée à la seconde place par Silvia Nane, la suppléante de Cosse depuis novembre 2020.
À l'issue de l'élection, Carolina Cosse est élue vice-présidente, assurant à Silvia Nane son élection en tant que sénatrice pour La Amplia, tandis que María Inés Obaldía est élue à Montevideo pour le mouvement.

## Résultats électoraux

### Élections générales
| Année | Tête de liste                                               | Chambre des représentants | Chambre des représentants | Chambre des représentants | Chambre des représentants | Sénat  | Gouvernement |
| Année | Tête de liste                                               | Voix                      | %                         | Rang                      | Représentants             | Sénat  | Gouvernement |
| ----- | ----------------------------------------------------------- | ------------------------- | ------------------------- | ------------------------- | ------------------------- | ------ | ------------ |
| 2019  | Oscar Andrade (Sénat)                                       | au sein du Front large    | au sein du Front large    | au sein du Front large    | 0 / 99                    | 1 / 60 |              |
| 2024  | Liste du Front large (Représentants) Carolina Cosse (Sénat) | au sein du Front large    | au sein du Front large    | au sein du Front large    | 1 / 99                    | 1 / 60 | Orsi         |